# Julie Kern
Julie Kern (* 6. Januar 1858 in Winterbach; † 9. August 1938 ebenda), auch bekannt unter ihrem Pseudonym Julie Palmer, war eine deutsche Heimatdichterin.
Ihre in schwäbischer Mundart verfassten Werke findet man in einer 1984 errichteten Gedenkstätte im Winterbacher Heimat- und Dorfmuseum, die von der Arbeitsstelle für literarische Museen, Archive und Gedenkstätten in Baden-Württemberg des Deutschen Literaturarchivs Marbach gefördert wird.
Sie starb im Winterbacher Pflegeheim. Ihre Grabstätte befindet sich auf dem Alten Friedhof in Winterbach.

## Werke
- D’ Molerna. 2. Auflage. Verlag J. F. Steinkopf, Stuttgart 1916, DNB 575342781
- D’ Neujohrsnacht ond andere G’schichta. 2. Auflage. Verlag J. F. Steinkopf, Stuttgart 1916, DNB 57534279X
- A Stückle Welt - Schwabageschichta. 2. Auflage. Verlag J. F. Steinkopf, Stuttgart 1918, DNB 575342803
- In der Luftkur. 2. Auflage. Verlag J. F. Steinkopf, Stuttgart 1919, DNB 575342773